# Haltérophilie aux Jeux olympiques d'été de 2016 - Moins de 56 kg hommes
Navigation
Londres 2012 Tokyo 2020
L'épreuve des moins de 56 kg en haltérophilie des Jeux olympiques d'été de 2016 a lieu le 7 août 2016 au Riocentro de Rio de Janeiro.

## Programme
Heure de Rio (UTC−03:00)
| Date        | Horaire | Épreuve  |
| ----------- | ------- | -------- |
| 7 août 2016 | 10 h 00 | Groupe B |
| 7 août 2016 | 19 h 00 | Groupe A |

## Records
Avant la compétition, les records du monde et olympiques sont les suivants.
| Record du monde  | Arraché     | Wu Jingbiao (CHN) | 139 kg | Houston, États-Unis  | 21 novembre 2015  |
| Record du monde  | Épaulé-jeté | Om Yun-chol (PRK) | 171 kg | Houston, États-Unis  | 21 novembre 2015  |
| Record du monde  | Total       | Halil Mutlu (TUR) | 305 kg | Sydney, Australie    | 16 septembre 2000 |
| Record olympique | Arraché     | Halil Mutlu (TUR) | 137 kg | Sydney, Australie    | 16 septembre 2000 |
| Record olympique | Épaulé-jeté | Om Yun-chol (PRK) | 168 kg | Londres, Royaume-Uni | 29 juillet 2012   |
| Record olympique | Total       | Halil Mutlu (TUR) | 305 kg | Sydney, Australie    | 16 septembre 2000 |

## Résultats
| Rang               | Athlète                      | Groupe | Poids | Arraché (kg) | Arraché (kg) | Arraché (kg) | Arraché (kg) | Épaulé-jeté (kg) | Épaulé-jeté (kg) | Épaulé-jeté (kg) | Épaulé-jeté (kg) | Total |
| Rang               | Athlète                      | Groupe | Poids | 1            | 2            | 3            | Résultat     | 1                | 2                | 3                | Résultat         | Total |
| ------------------ | ---------------------------- | ------ | ----- | ------------ | ------------ | ------------ | ------------ | ---------------- | ---------------- | ---------------- | ---------------- | ----- |
| Médaille d'or      | Long Qingquan (CHN)          | A      | 55,68 | 132          | 135          | 137          | 137          | 161              | 166              | 170              | 170              | 307   |
| Médaille d'argent  | Om Yun-chol (PRK)            | A      | 55,57 | 128          | 132          | 134          | 134          | 165              | 168              | 169              | 169              | 303   |
| Médaille de bronze | Sinphet Kruaithong (THA)     | A      | 55,43 | 125          | 131          | 132          | 132          | 154              | 157              | 161              | 157              | 289   |
| 4                  | Arli Chontey (KAZ)           | A      | 55,64 | 125          | 130          | 132          | 130          | 148              | 153              | 154              | 148              | 278   |
| 5                  | Trần Lê Quốc Toàn (VIE)      | A      | 55,85 | 117          | 121          | 123          | 121          | 148              | 154              | 157              | 154              | 275   |
| 6                  | Habib de las Salas (COL)     | A      | 55,84 | 113          | 116          | 119          | 119          | 143              | 147              | 150              | 147              | 266   |
| 7                  | Mirco Scarantino (ITA)       | A      | 55,91 | 115          | 115          | 120          | 115          | 143              | 146              | 149              | 149              | 264   |
| 8                  | Luis Garcia (DOM)            | B      | 55,56 | 110          | 115          | 118          | 118          | 140              | 145              | 145              | 145              | 263   |
| 9                  | Witoon Mingmoon (THA)        | A      | 55,67 | 113          | 113          | 116          | 113          | 148              | 151              | 151              | 148              | 261   |
| 10                 | Edgar Pineda (GUA)           | B      | 56,00 | 103          | 108          | 111          | 108          | 140              | 140              | 143              | 143              | 251   |
| 11                 | Hiroaki Takao (JPN)          | B      | 55,90 | 108          | 111          | 111          | 111          | 134              | 138              | 138              | 138              | 249   |
| 12                 | Tan Chi-chung (TPE)          | B      | 55,89 | 110          | 110          | 110          | 110          | 131              | 135              | 138              | 138              | 248   |
| 13                 | Manueli Tulo (FIJ)           | B      | 55,81 | 103          | 106          | 109          | 106          | 130              | 136              | 139              | 136              | 242   |
| 14                 | Tom Goegebuer (BEL)          | B      | 55,74 | 107          | 111          | 113          | 111          | 126              | 130              | 133              | 130              | 241   |
| 15                 | Elson Brechtefeld (NRU)      | B      | 55,62 | 95           | 98           | 101          | 98           | 120              | 125              | 125              | 125              | 223   |
| -                  | Thạch Kim Tuấn (VIE)         | A      | 55,55 | 130          | 130          | 132          | 130          | 157              | 157              | 157              | -                | DNF   |
| -                  | Nestor Colonia (PHI)         | A      | 55,11 | 120          | 125          | 125          | 120          | 154              | 154              | 154              | -                | DNF   |
| -                  | Josué Brachi (ESP)           | B      | 55,67 | 120          | 120          | 120          | -            | -                | -                | -                | -                | DNF   |
| -                  | Chagnaadorj Usukhbayar (MGL) | B      | 55,65 | 103          | 103          | 103          | -            | -                | -                | -                | -                | DNF   |

## Nouveau record
| Épaulé-jeté | 170 kg | Long Qingquan (CHN) | RO |
| Total       | 307 kg | Long Qingquan (CHN) | RM |
| Total       | 307 kg | Long Qingquan (CHN) | RO |